# Filialkirche Sittich

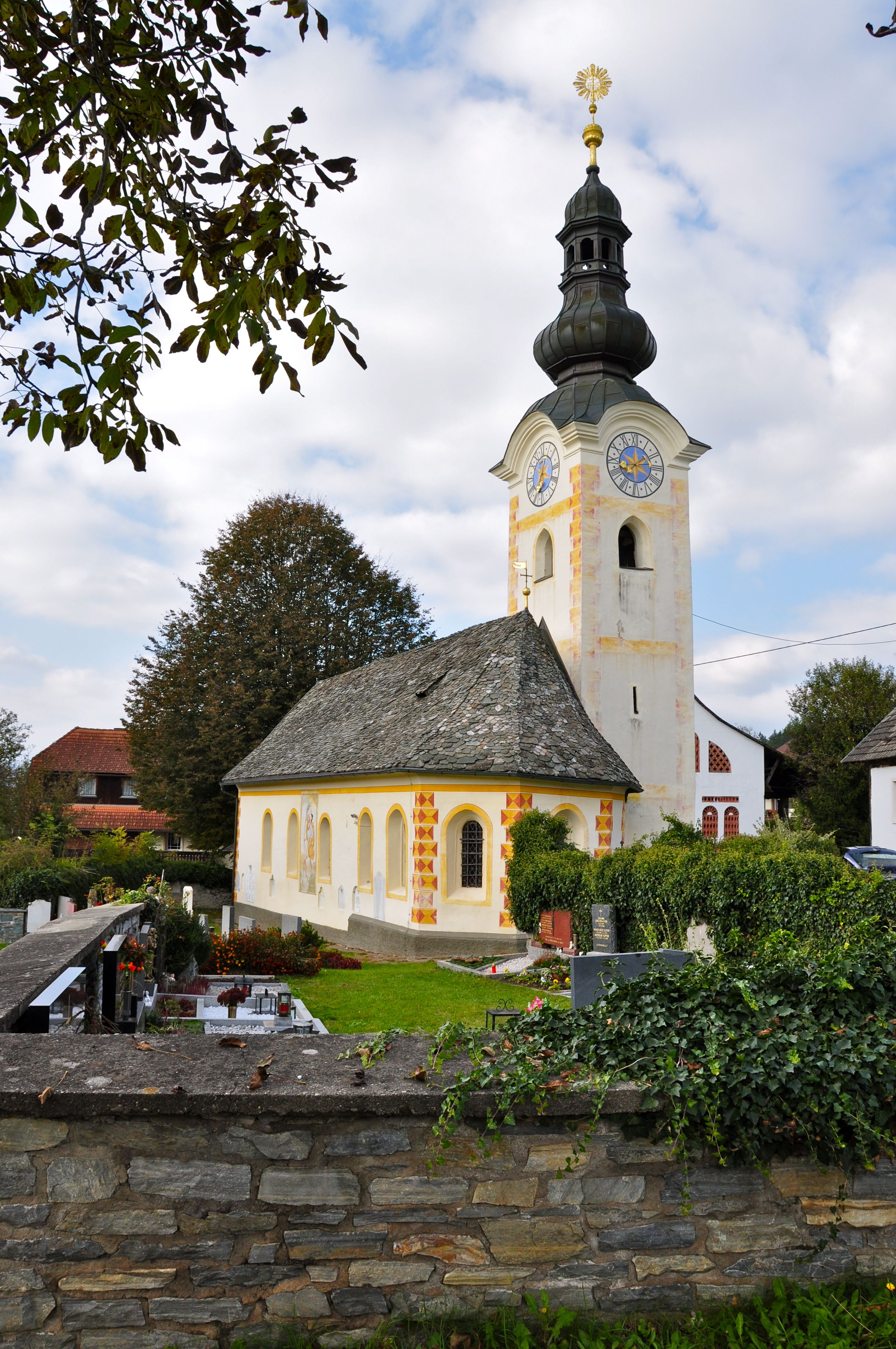
Filialkirche Sittich

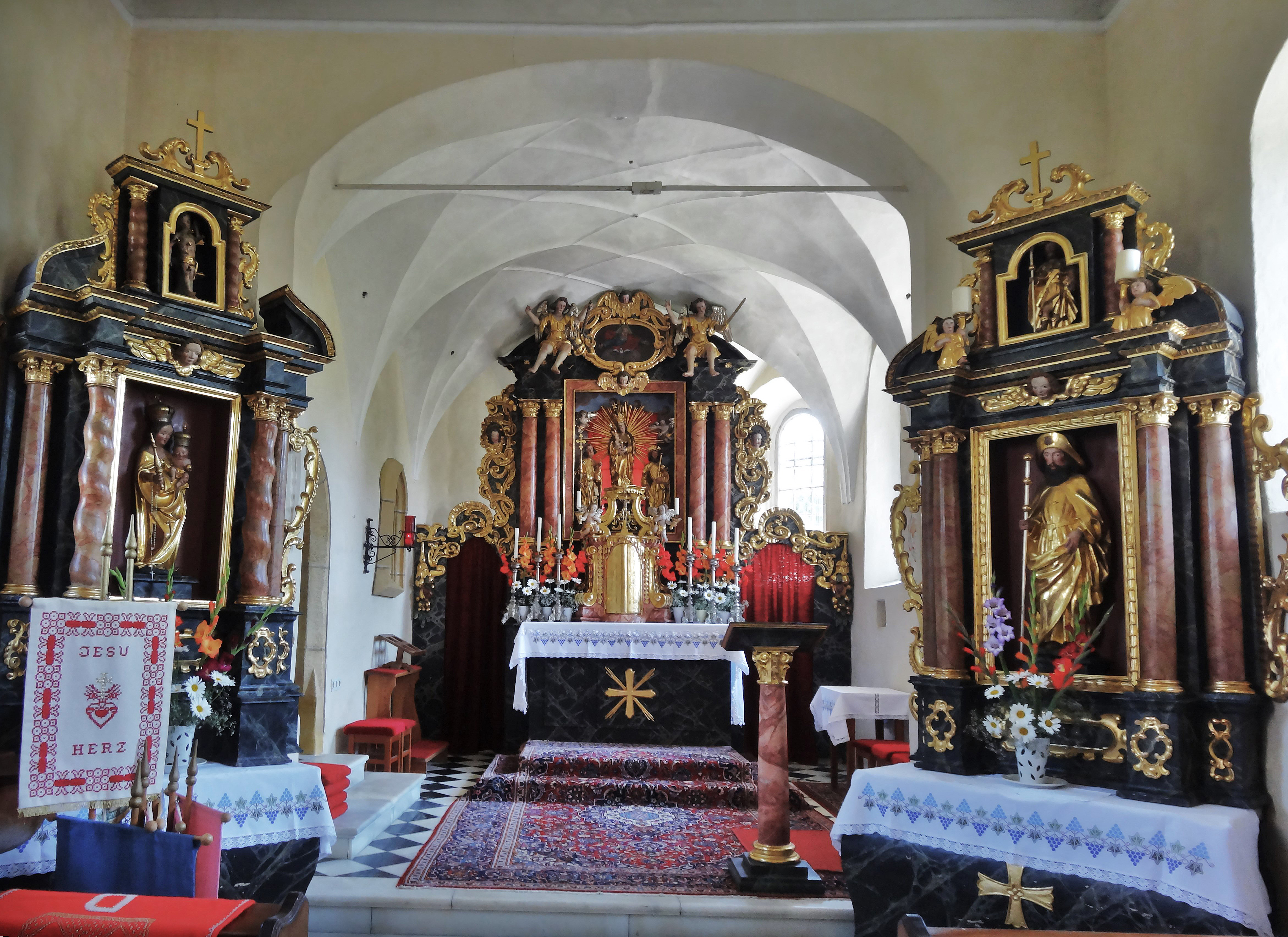
Innenansicht

Die römisch-katholische Filialkirche Sittich ist den Heiligen Philippus und Jakobus geweiht. Sie steht im Ortsteil Sittich der Gemeinde Feldkirchen und gehört zur Pfarre Radweg. Die erste urkundliche Erwähnung fand die Kirche 1438.

## Baubeschreibung
Bei dem Gotteshaus handelt es sich um einen gotischen Bau mit polygonalem Chor. Der Turm an der Nordseite mit Scharten und spitzbogigen Schallöffnungen wird von einem barocken Zwiebelhelm bekrönt. Die Rundbogenfenster am Langhaus entstanden Ende des 18. Jahrhunderts. Die Fassade weist einen Diamantenquaderdekor des 18. Jahrhunderts auf. 1984 legte man das barocke Christophorusfresko außen an der Südseite frei. Das profilierte, gotische Rundbogenportal wird von einem hölzernen Vordach geschützt. Der Opfertisch aus dem 18. Jahrhundert diente der Entgegennahme von Naturalienspenden.
Im flachgedeckten Langhaus steht eine verputzte Holzempore. Das Orgelpositiv wird von den Konsolfiguren der Kirchenpatrone flankiert. Ein korbbogiger, abgefaster Triumphbogen verbindet das Langhaus mit dem um zwei Stufen erhöhten Chor. Über dem zweijochigen Chor mit Dreiachtelschluss erhebt sich ein Netzgratgewölbe. An der Chornordwand befindet sich eine um 1500 entstandene Sakramentsnische mit profiliertem Eselsrücken. Ein gefastes Portal führt in die Sakristei mit Gratgewölbe und Gratsternen im Turmerdgeschoß. Das Fresko einer Kreuzigung aus dem 15. Jahrhundert an der Südseite des Kirchenschiffes wurde 1984 freigelegt. Die Wandgemälde des Johannes Nepomuk an der Südwand und des heiligen Florian an der Nordwand stammen aus dem 18. Jahrhundert. Das Deckengemälde zeigt die Herabkunft des Heiligen Geistes. An der Chorsüdwand befindet sich ein Apostelkreuz.

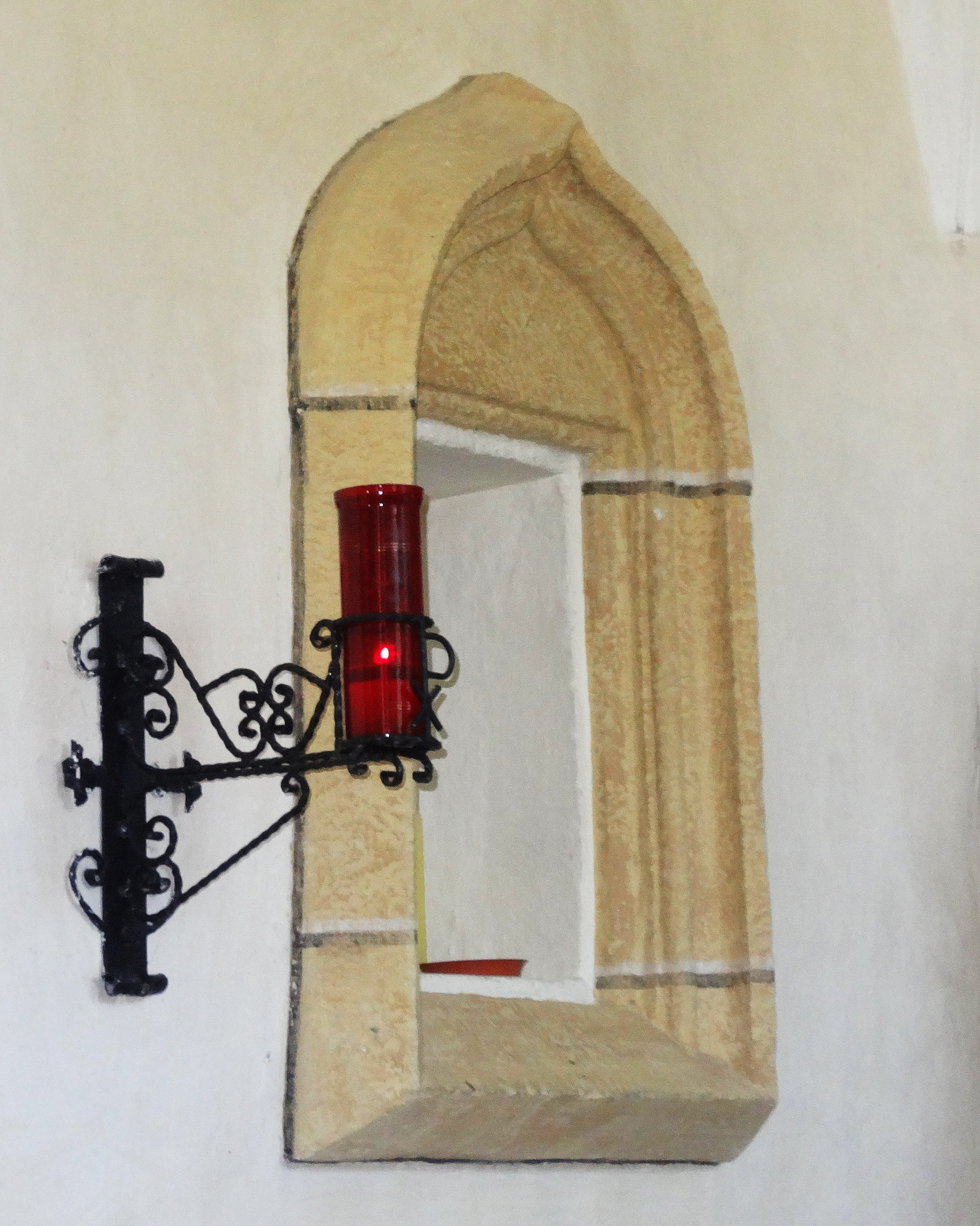
Gotische Sakramentsnische in der Chornordwand
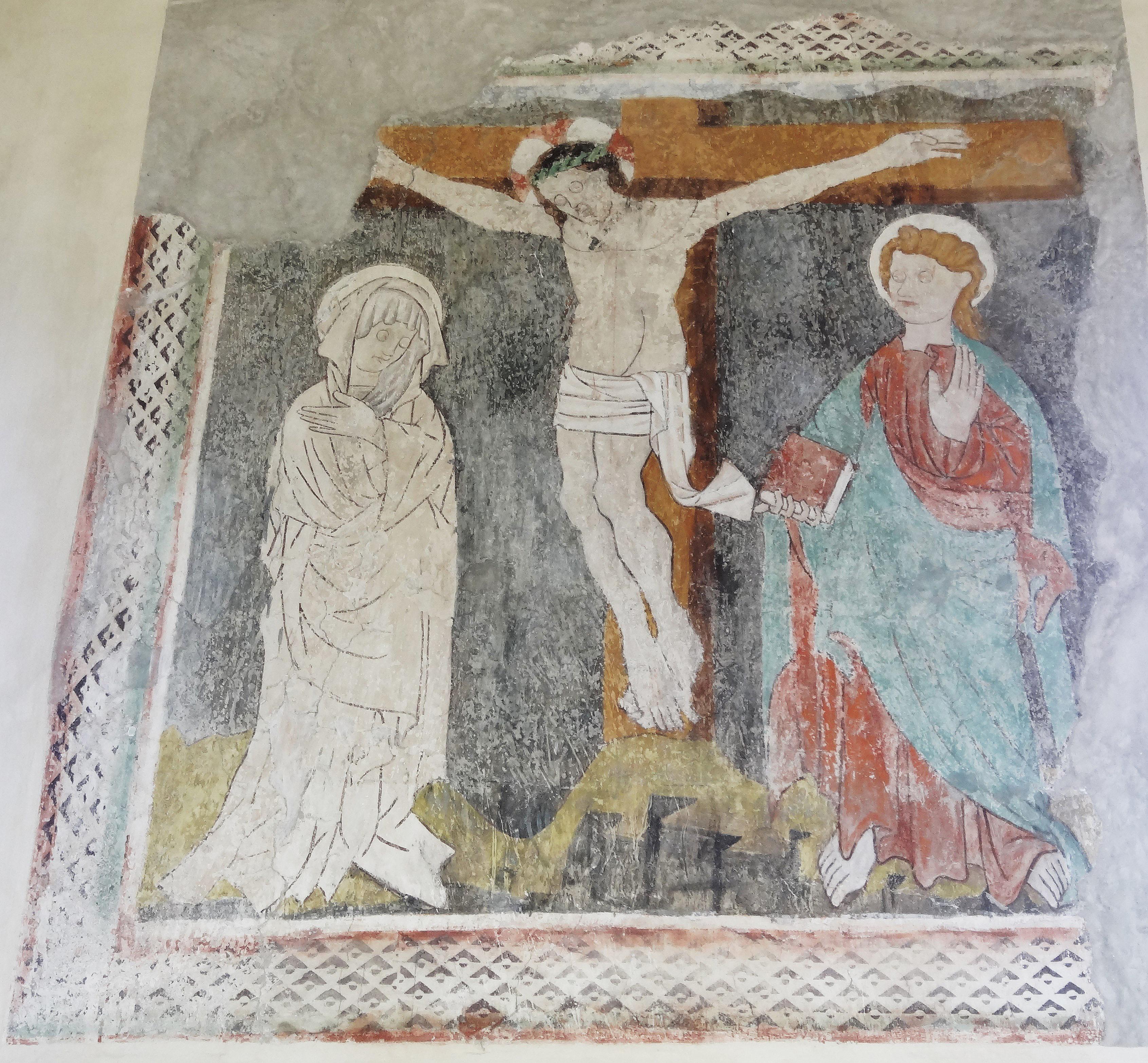
Fresko an der Südwand des Langhauses

## Einrichtung
Die drei Altäre und die Kanzel entstanden im letzten Viertel des 17. Jahrhunderts. Der Hochaltar von 1680 besteht aus einer Ädikula mit gekuppelten Doppelsäulen über großen Konsolen am Sockel, einem gesprengten Segmentgiebel mit Knorpelwerkskartusche und Cherubsköpfen als Aufsatz sowie seitlichen Opfergangsportalen. Die seitlichen Ohren sind mit Knorpelwerk und Cherubsköpfen geschmückt. Der Altar trägt im Hauptgeschoß die Figuren einer Madonna sowie der beiden Kirchenpatrone. Die Statuen entstanden am Anfang des 16. Jahrhunderts, wurden aber im 17. Jahrhundert überarbeitet. Den Aufsatz bilden Gottvater sowie zwei jugendliche Engel mit Schwert bzw. Waage, den Attributen des Erzengels Michael.
Die beiden Seitenaltäre gleichen in Aufbau und Dekor dem Hauptaltar, sind aber bescheidener ausgeführt. Der linke Altar trägt eine um 1520 geschnitzte Madonna und zeigt im Oberbild den heiligen Philippus. Der rechte Altar trägt einen um 1520 geschnitzten heiligen Jakobus und stellt im Aufsatzbild den heiligen Sebastian dar. Auch die Kanzel ist mit den beiden Kirchenheiligen bemalt.